# Bollmattvävare
Bollmattvävare (Poeciloneta variegata) är en spindelart som först beskrevs av John Blackwall 1841.  Bollmattvävare ingår i släktet Poeciloneta och familjen täckvävarspindlar. Arten är reproducerande i Sverige. Inga underarter finns listade.